# Харациновые щуки

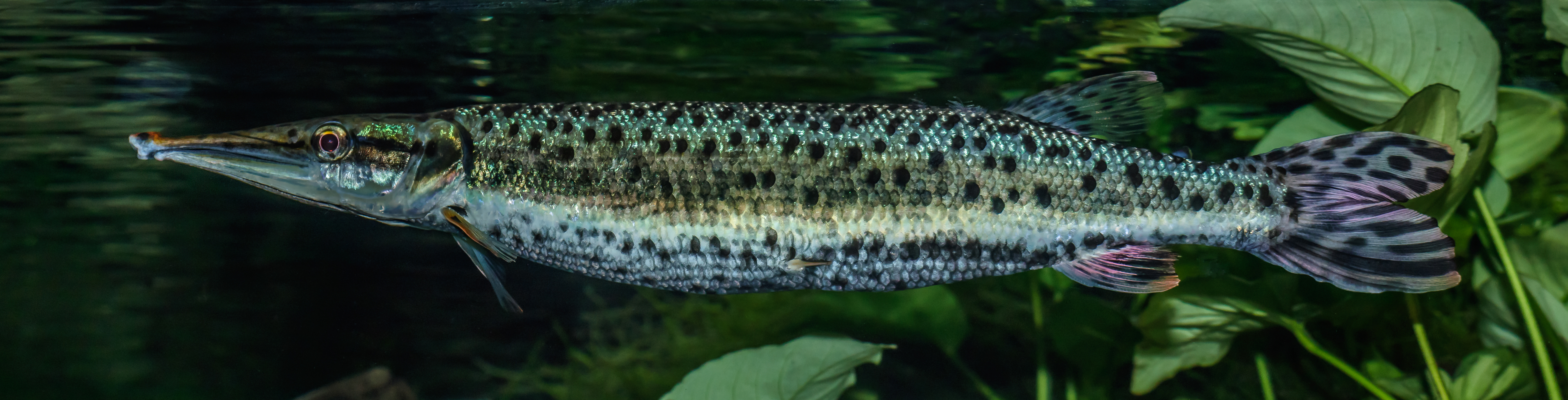
Boulengerella maculata

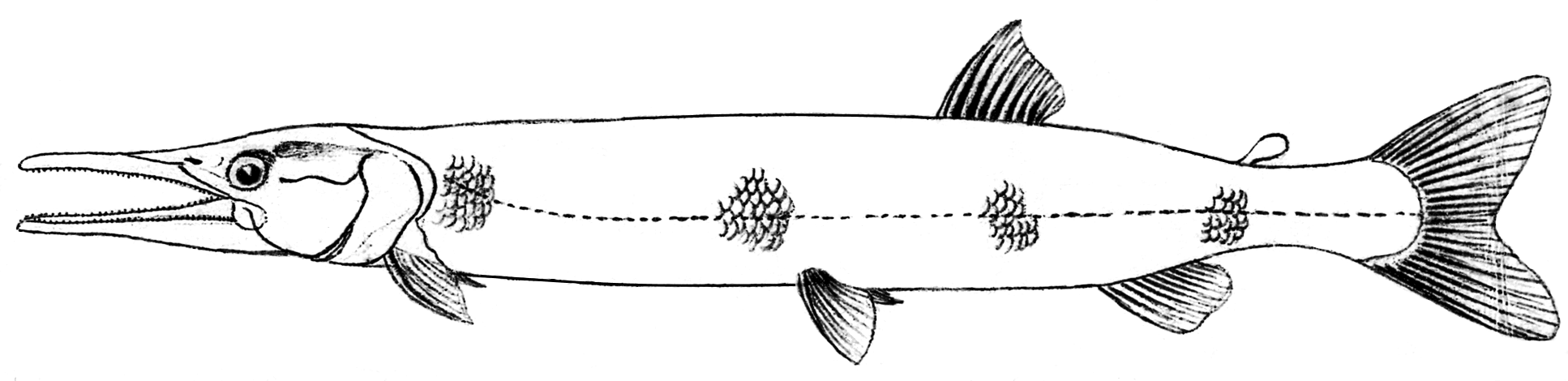
Boulengerella lucius

Харациновые щуки (лат. Boulengerella) — род пресноводных лучепёрых рыб из семейства Гребнещуковые (Ctenoluciidae). Представители рода распространены в тропических пресных водоёмах Южной Америки (бассейн Амазонки, Ориноко и реки Гвианского плоскогорья).

## Описание
Длина тела составляет от 25,8 см (Boulengerella lateristriga) до 88 см (Boulengerella cuvieri). Тело удлинённое, щуковидной формы, цилиндрическое на поперечном разрезе, покрыто мелкой чешуёй с шипиками. На задних краях чешуи нет зубчиков. В боковой линии 87—124 чешуек. Челюсти удлинённые с многочисленными, мелкими, острыми, обращёнными назад зубами. Зубы расположены в один ряд на каждой челюсти. У представителей рода отсутствуют дорсовентрально уплощённые мясистые выросты на нижней челюсти. Есть удлинённый мясистый вырост на кончике рыла. Спинной и анальный плавники смещены к хвостовому стеблю. В брюшных плавниках 8 мягких лучей. Есть жировой плавник.

## Классификация
На декабрь 2019 года в род включают 5 видов:
- Boulengerella cuvieri (Spix & Agassiz, 1829)
- Boulengerella lateristriga (Boulenger, 1895)
- Boulengerella lucius (Cuvier, 1816) — Обыкновенная харациновая щука
- Boulengerella maculata (Valenciennes, 1850) — Пятнистая харациновая щука
- Boulengerella xyrekes Vari, 1995